# Camarón seco

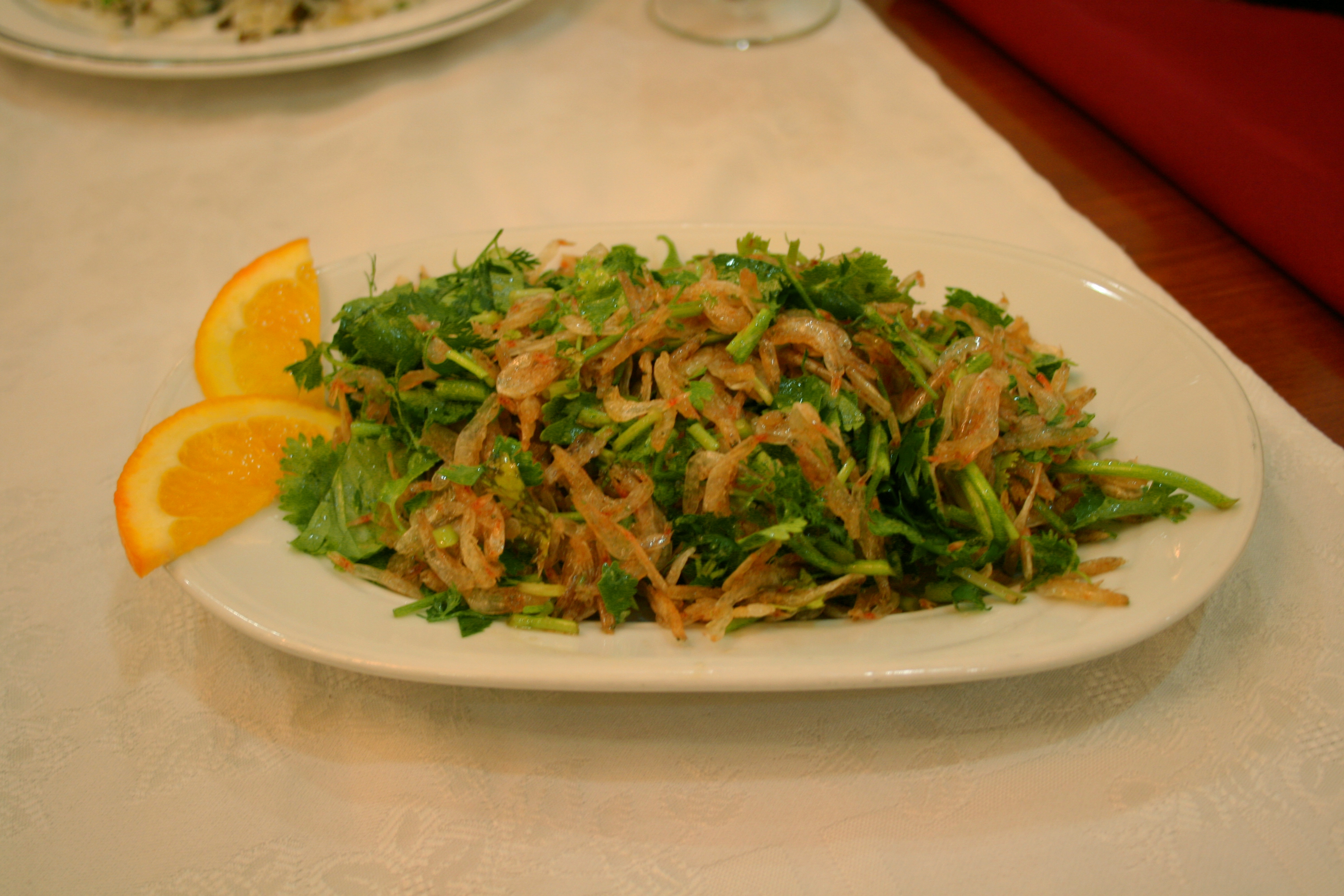
Plato de camarones secos fritos cubiertos con abundante cilantro. Servidos en un restaurante chino en Madrid.

El camarón seco (igualmente la gamba seca) son preparaciones realizadas mediante secado al sol de crustáceos que habitualmente son: camarones, gambas o langostinos. Esta operación reduce su tamaño pero intensifica los sabores, por lo que hace que se emplee como condimento en gran parte de las cocinas asiáticas.  La preparación más habitual de estos crustáceos secos es mediante posterior fritura o elaborados en salsas. Se distinguen por proporcionar un fuerte sabor umami a los ingredientes.

## Usos en las cocinas de Asia

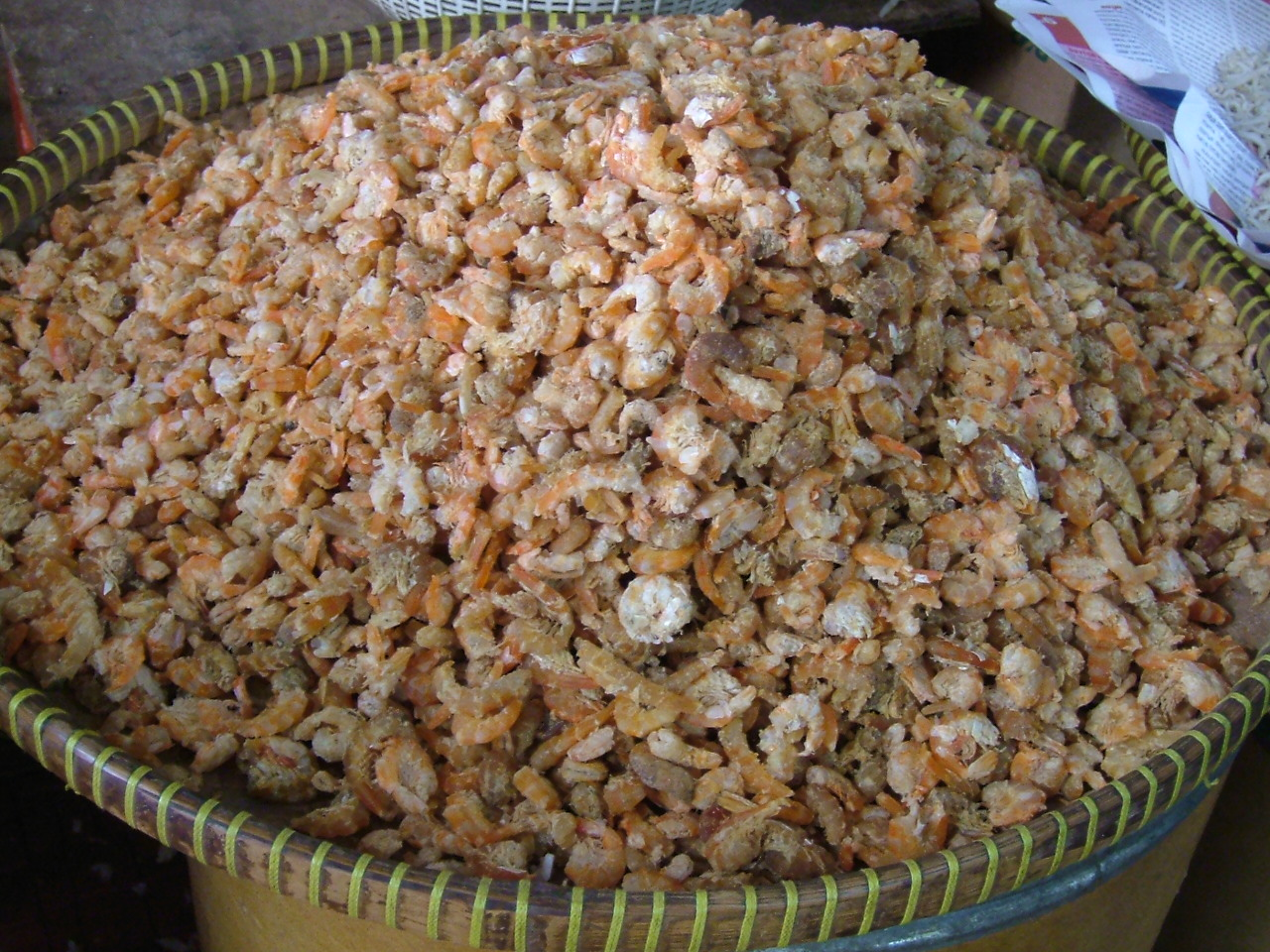
Gambas secas puestas a la venta en el Mercado de Bến Thành, Saigón.

### En el este de Asia
En la gastronomía de China los camarones secos se usan frecuentemente debido a su sabor dulce y delicado, muy diferente del sabor que poseen cuando están frescos. Durante su secado se han producido reacciones químicas en sus tejidos que hacen que el sabor umami se haga más preponderante. En la cocina cantonesa se elabora con las gambas secas la salsa XO.  Las gambas secas se emplean las sopas chinas (principalmente en las cantonesas), particularmente aparece en las elaboraciones de algunos platos del dim sum como pueden ser los rollos de fideo de arroz (denominados en Corea bánh cuốn) y en el zongzi. A pesar del significado literal del significado del nombre chino xiā mǐ (‘arroz de gambas’), se hace notar que el secado del crustáceo hace que su tamaño sea tan pequeño como granos de arroz.
Las gambas y camarones secos se emplean igualmente en la cocina coreana, donde es costumbre ponerlos en remojo brevemente para que se reconstituyan, y pueda hacerse stir-fry con diversos condimentos como puede ser: ajo, jengibre, chalotas, salsa de soja, azúcar, y chiles picantes para ser servido como acompañamiento. A este tipo de preparaciones se les denomina mareunsaeu bokkeum (hangul 마른새우볶음) en coreano. Se emplean igualmente en algunos platos cocidos a fuego lento (jorim) así como en la preparación y condimentado de caldos.

### En el sudeste de Asia

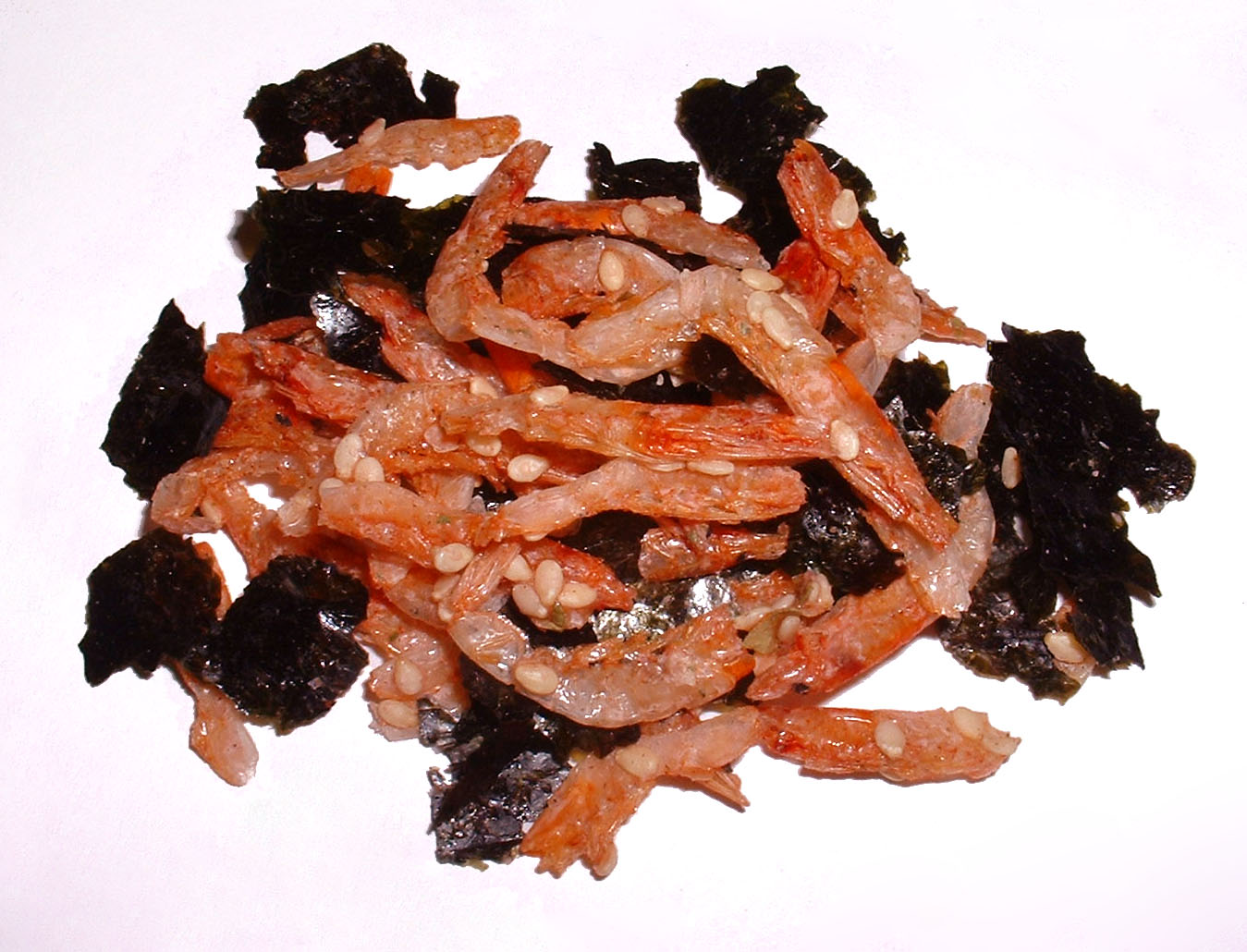
Sakura ebi, especie de camarón típico de Donggang, servido con semillas de sésamo.

En países como Malasia los camarones se emplean en la elaboración de un condimento denominado sambal udang (udang procede de la palabra malaya para las gambas o camarones). En las cocinas del sureste asiático las gambas y los camarones se distinguen por su gran tamaño y no resulta práctico hacer sambal udang con gambas. Los cocineros malayos desarrollan el sambal udang, que emplea gambas frescas, mientras que los emigrantes chinos que residen en el sureste de Asia, especialmente aquellos descendientes de Peranakan han desarrollado el sambal udang kering que emplea camarones secos y que son servidas en los establecimientos a veces como pub grub. La mayoría de los mercados de Malasia y Singapur venden los crustáceos secos desprovistos ya de su cáscara.
Conocido como กุ้งแห้ง (kung haeng) en la cocina tailandesa, se puede decir que las gambas secas se emplean extensivamente con chiles y hierbas tailandesas para producir pastas y condimentos de diversos tipos. Los camarones secos se emplean en la elaboración de platos del norte, como es el caso del somtam. La pasta de gambas denominada kapi (กะปิ) se come igualmente en Tailandia.